# Šteta
Šteta je umanjenje nečije imovine (stvarna šteta - lat. damnum emergens) i sprečavanje njenog povećanja (izmakla dobit - lat. lucrum cessans), kao i nanošenje fizičkog ili psihičkog bola ili straha drugom licu (nematerijalna šteta). 

## Vrste štete
- materijalna (imovinska) i
- nematerijalna (neimovinska)

### Materijalna (imovinska) šteta
Materijalna (imovinska) šteta se sastoji u uništenju neke stvari, ili u manjoj ili većoj povredi, onemogućavanju ili otežavanju upotrebe stvari, ili u nekoj smetnji zbog čijeg uklanjanja je potrebno napraviti troškove koji inače ne bi bili napravljeni. U pitanju je povreda nekog imovinskog interesa. Štetnik je dužan da oštećenom naknadi onaj interes koji bi ovaj imao da se nije desio štetni događaj.
Materijalna šteta može nastati i u slučaju povrede tuđe fizičke ličnosti, ako je ta povreda povukla nesposobnost za rad ili troškove liječenja.
Slučajevi materijalne štete kod tjelesne povrede ili oštećenja zdravlja su:
- troškovi liječenja,
- izmakla zarada i
- troškovi povećane potrebe usled povrede.

Postoje dva vida materijalne štete:
- stvarna (prosta, obična) šteta i
- izgubljena dobit.

#### Obična šteta
Obična šteta je neko umanjenje imovine (smanjenje aktive ili povećanje pasive).
- Smanjenje aktive je gubitak, smanjenje ili ograničenje nekog prava.
- Povećanje pasive je kad se povećava iznos dugovanja.

#### Izmakla dobit
Izmakla dobit nije svaka dobit kojoj se neko nada, već samo ona koja se osnovano mogla očekivati prema redovnom toku stvari ili posebnim okolnostima, a koje je sprečeno štetnikovom radnjom. 
Postoje tri oblika izmakle dobiti:
- izmakli prirodni plodovi,
- izmakli civilni plodovi i
- izgubljena zarada.

### Nematerijalna (neimovinska) šteta
Nematerijalna (neimovinska) šteta se razlikuje od materijalne štete jer ne predstavlja imovinski gubitak. U nekim pravnim sistemima ona se i ne naziva štetom. Nastaje usljed pretrpljenih duševnih i fizičkih bolova i straha.
Za pretrpljene fizičke bolove, pretrpljeni strah i pretrpljene duševne bolove zbog povrede zakonom zaštićenih ličnih prava, sud može dosuditi naknadu nematerijalne štete, kada to opravdavaju intenzitet i dužina trajanja bolova i straha, vodeći računa o značaju povređenog dobra i cilju kome služi ta naknada, te da se ne pogoduje težnjama koje su nespojive sa prirodom i svrhom novčane naknade nematerijalne štete.
Za pretrpljene duševne bolove sud može dosuditi naknadu neimovinske štete samo u zakonom nabrojanim slučajevima:
- Pretrpljeni i budući fizički bolovi;
- Pretrpljeni i budući strah;
- Pretrpljeni i budući duševni bolovi zbog umanjenja životnih aktivnosti;
- Pretrpljeni i budući duševni bolovi zbog naruženosti;
- Pretrpljeni i budući duševni bolovi zbog povrede ugleda i časti;
- Pretrpljeni i budući duševni bolovi zbog povrede slobode;
- Pretrpljeni i budući duševni bolovi zbog povrede prava ličnosti;
- Pretrpljeni i budući duševni bolovi zbog smrti bliskog lica;
- Pretrpljeni i budući duševni bolovi zbog naročito teškog invaliditeta bliskog lica;
- Pretrpljeni i budući duševni bolovi zbog izvršenog krivičnog dela protiv polnog integriteta.

Postoje pravni sistemi u kojima priznavanje prava na naknadu nematerijalne štete nije ograničeno na zakonom precizno određene vidove nematerijalne štete. Tu je ovo pravo regulisano opštom normom o zabrani povrede zajamčenih nematerijalnih pravnih dobara, i o pravu na naknadu u slučaju povrede tih prava, bez obzira na nastanak posljedica u vidu trpljenja bolova ili straha. Karakteristično je da u takvim pravnim sistemima pravo na naknadu nematerijalne štete mogu ostvariti i pravna lica, u slučaju povrede njihovog ugleda, što u pravnom sistemu sa ograničenim brojem zakonom priznatih vidova nematerijalne štete, po pravilu, nije moguće (s obzirom da pravna lica, po prirodi stvari, ne mogu da trpjeti bolove).

## Odgovornost za štetu
Pored odgovornosti zbog krivice, kao glavnog i najčešćeg osnova odgovornosti za štetu, postoje i drugi osnovi odgovornosti: odgovornost zbog stvorenog ili kontrolisanog rizika i odgovornost zbog pravičnosti.

### Odgovornost zbog krivice (subjektivna odgovornost)
Osnovno je zakonsko pravilo da ko drugome prouzrokuje štetu, dužan je naknaditi je, ako ne dokaže da je šteta nastala bez njegove krivice. To je otud što naš zakon polazi od sistema pretpostavljene krivice, sud će pretpostaviti da je štetnik kriv, osim ako štetnik ne dokaže suprotno.
Krivica postoji kada se neko lice nije ponašalo onako kako je trebalo da se ponaša u datim okolnostima. Oblici krivice su namjera i nepažnja. 

### Odgovornost zbog stvorenog ili kontrolisanog rizika (objektivna odgovornost)
Ovaj osnov je vezan za opasne stvari i opasne djelatnosti. Imalac opasne stvari, odnosno lice koje obavlja opasnu djelatnost, odgovara za štetu koja proistekne iz upotrebe takve stvari, odnosno iz obavljanja takve djelatnosti, iako nisu krivi za nastanak štete. Ova lica, koja imaju korist od upotrebe opasnih stvari i obavljanja opasnih djelatnosti, dužna su i da snose rizik nastanka štete koji je kod ovih stvari i djelatnosti veći od rizika koji postoji kod upotrebe drugih stvari, odnosno obavljanja drugih djelatnosti.
Ova lica se mogu osloboditi odgovornosti ako dokažu da uzrok nastanka štete u konkretnom slučaju ne leži u upotrebi opasne stvari, odnosno u vršenju opasne djelatnosti.

### Odgovornost zbog pravičnosti
Kada se govori o odgovornosti po osnovu pravičnosti, imaju se u vidu svi oni slučajevi nadoknade štete koji nisu obuhvaćeni ni krivicom štetnika, ni stvorenim ili kontrolisanim rizikom. U nekima od tih slučajeva šteta je posledica protivpravne radnje, a u nekima pravno dopuštene radnje.
Odgovornost po osnovu pravičnosti u užem smislu pretpostavlja protivpravnu radnju. Tu spadaju sljedeći slučajevi:
- odgovornost neuračunljivih lica za štetu koju prouzrokuju drugima, koja je supsidijarna, kada su ispunjeni zakonom propisani uslovi;
- odgovornost roditelja maloletnih štetnika koji su sposobni za rasuđivanje, koja je takođe supsidijarna, kada su ispunjeni zakonom propisani uslovi.

Odgovornost po osnovu pravičnosti u širem smislu pretpostavlja pravno dopuštenu radnju, kada oštećeni mora da trpi štetu, jer nema pravo na odbranu. Ta odgovornost ne izvire iz vlastitog ili tuđeg protivpravnog čina, niti iz stvorenog rizika, već iz zahteva pravičnosti, koja iziskuje da se primeni pravilo Čija korist, toga šteta. Tu spadaju: šteta izazvana u stanju krajnje nužde, šteta usljed eksproprijacije, šteta zbog progona ili traženja svojih stvari na tuđem zemljištu, šteta vlasnika poslužnog dobra kod službenosti, šteta zbog neosnovanog lišenja slobode i neosnovane osude u krivičnom postupku i sl.